# 博尔加罗托里内塞
博尔加罗托里内塞（意大利语：Borgaro Torinese），是意大利皮埃蒙特大区都灵省的一个市镇。人口13502(2010年12月31日)。